# ディレッタンティ協会
ディレッタンティ協会（でぃれったんてぃきょうかい、またはディレッタント協会、Society of Dilettanti or Dilettante Society）は、古代ギリシアやローマ美術の研究、およびその様式による新しい作品制作のスポンサーとなったイギリスの貴族・ジェントルマンたちの協会。

## 概要
1734年にグランドツアー経験者のグループによって、ロンドンのダイニング・クラブ（en:Dining club）として結成された。
ディレッタンティ協会を最初にリードしたのはフランシス・ダッシュウッド（en:Francis Dashwood, 15th Baron le Despencer, 1708年 - 1781年）で、メンバーの中には数人の公爵もいた。後には、画家ジョシュア・レノルズ（1723年 - 1792年）、俳優デイヴィッド・ギャリック（1717年 - 1779年）、作家ユーヴディル・プライス（en:Uvedale Price, 1747年 - 1829年）、学者リチャード・ペイン・ナイト（en:Richard Payne Knight, 1750年 - 1824年）なども参加した。
メンバーが毎年、たとえば結婚式などで棚ぼた的に得た収入の4%を出し合うというシステムで、協会は急速に資金と影響力を増していった。
1740年代からはイタリア・オペラを後援し、1750年代からはロイヤル・アカデミー設立の原動力となった。そのうえ、グランドツアーを続ける若者たちへの奨学金や、リチャード・チャンドラー（en:Richard Chandler, 1738年 - 1810年）、ウィリアム・パース、ニコラス・リヴェット（en:Nicholas Revett, 1720年 - 1804年）らの考古学旅行ならびに、イギリスの新古典主義に大きな影響を及ぼすことになる『Ionian Antiquities』を彼らが出版する際に資金を提供した。

## その他の著名なメンバー
- ジョゼフ・バンクス（1743年 - 1820年。博物学者）
- ローレンス・ダンダス（en:Lawrence Dundas, 1710年頃 - 1781年。実業家、政治家）
- John Peter Gandy（en:John Peter Gandy, 1787年 - 1850年。建築家）
- William Gell（en:William Gell, 1777年 - 1836年。考古学者）
- チャールズ・フランシス・クレヴィレア（en:Charles Francis Greville, 1749年 - 1809年。古物収集家）
- ウィリアム・リチャード・ハミルトン（en:William Richard Hamilton, 1777年 - 1859年。古物収集家）
- Anthony Wagner（en:Anthony Wagner, 1908年 - 1995年。紋章官）
- Bourchier Wrey（en:Sir Bourchier Wrey, 6th Baronet, 1715年頃 - 1784年。政治家）

## 関連用語
Dilettantism（ディッレッタント風）の意味は、道楽; 見栄っ張り; 不毛な美術の研究・讃美; 半可通のこと。英語、イタリア語でのdilettante（好事家、学者や専門家よりも気楽に素人として興味を持つ者を意味する）の派生。

## 読書案内
- Cust, Lionel & Sidney Colvin, History of the Society of Dilettanti. London, 1898. [repr. with additions, 1914]
- Hamilton, W.R., Historical Notices of the Society of Dilettanti. London, 1855
- Smith, Cecil Harcourt & George Augustin Macmillan, The Society of Dilettanti: Its Regalia and Pictures ... Together with an Outline of Its History, 1914[-]1932. London, 1932